# Kalofer

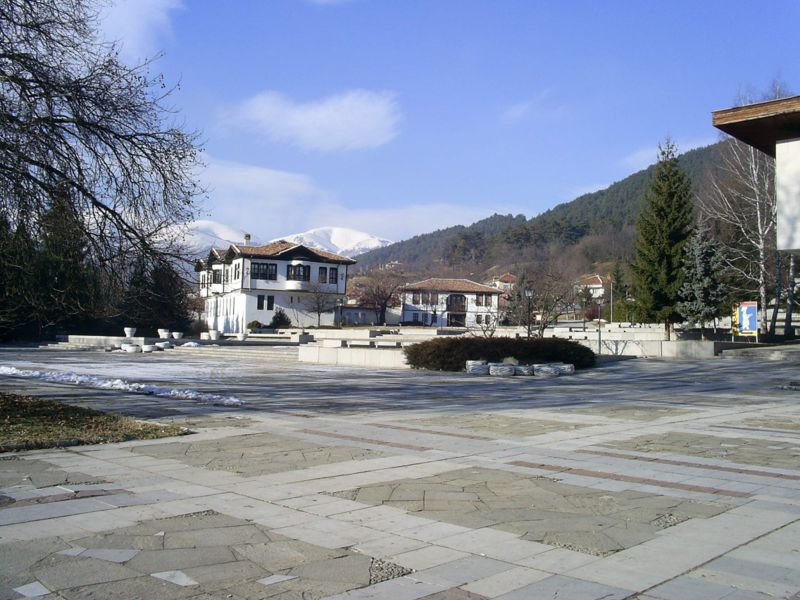
Der zentrale Platz in Kalofer

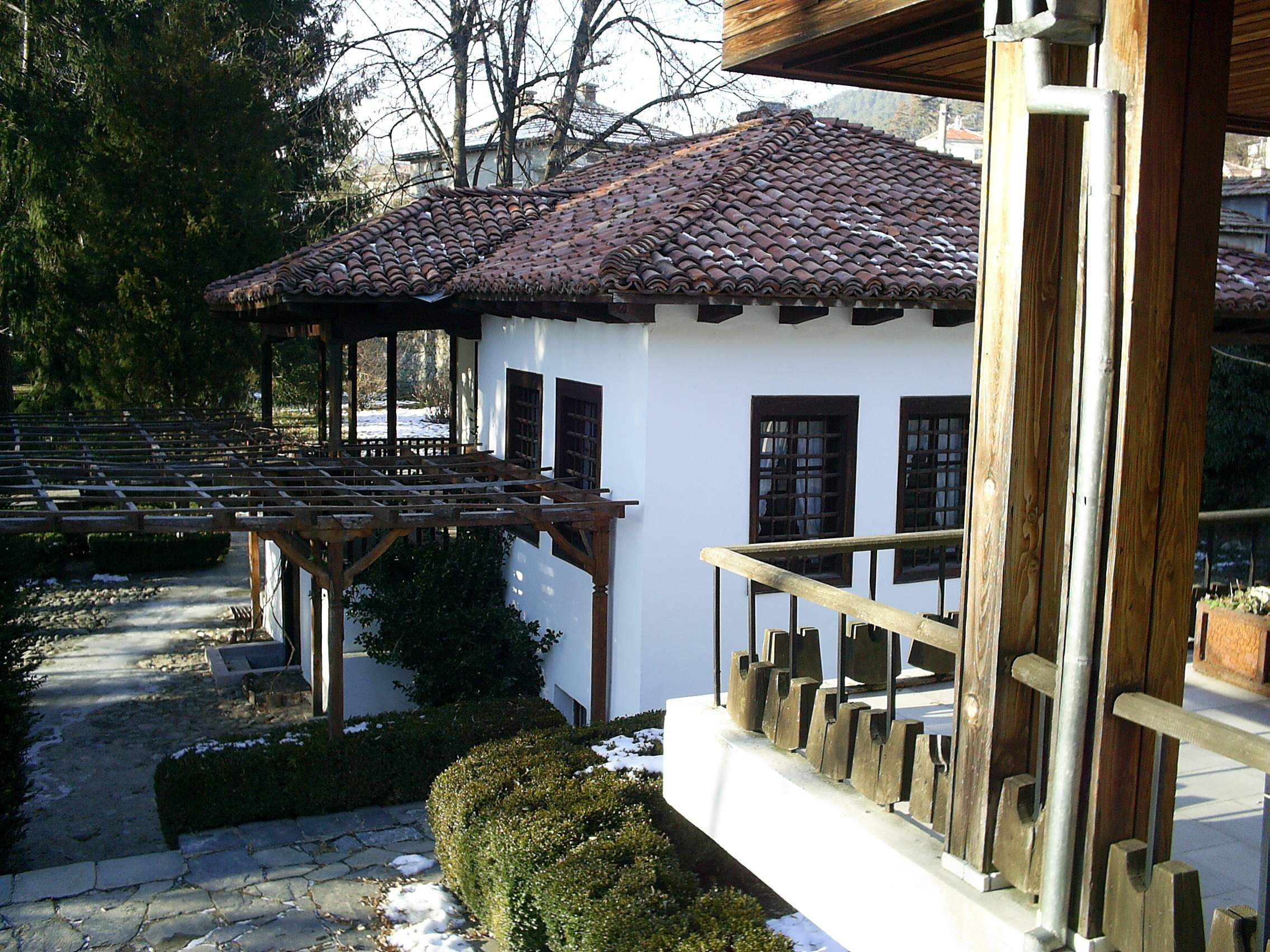
Das Haus von Christo Botew in Kalofer

Kalofer (bulgarisch Калофер) ist eine Stadt in der Gemeinde Karlowo in der Oblast Plowdiw in Zentralbulgarien.

## Geografie
Kalofer, an den südlichen Hängen des Balkangebirges gelegen, liegt in unmittelbarer Nähe des Nationalparks Zentrales Balkangebirge, am Fuße des Botew. Die Stadt liegt im Rosental, zwischen dem Balkangebirge (im Norden) und dem wesentlich kleineren Gebirgszug der Sredna Gora (im Süden). Die Stadt liegt zu beiden Seiten des Flusses Tundscha. In der Nähe der Stadt fließen der kleinere Fluss Bjala reka.
Bis zur nächsten größeren Stadt Karlowo sind es 17 km, bis Sopot 22 km. Die Stadt liegt 164 km östlich der Hauptstadt Sofia und 56 km westlich von Plowdiw. Bis Burgas am Schwarzen Meer sind es 222 km. Die Hauptstraße Sofia–Karlowo–Burgas verläuft am südlichen Ortsrand. Die Bahnlinie Sofia–Burgas verläuft 2 km südlich des Ortes, wo auch der Bahnhof liegt.

## Geschichte
Der Name von Kalofer leitet sich von dem Wojwoden Kalifer ab. Nach anderen Versionen hieß er Kalefer, Kalefir, Karanfil oder Kalemfir. Der Legende nach war er der Anführer eines 40 Mann starken Trupps von Heiducken, die diesen Teil des Balkangebirges beherrschten, regelmäßig die Handelskarawanen der Osmanen überfielen und die Gegend unsicher machten. Ihr Basislager war bei den Ruinen der alten slawischen Stadt und Befestigung Swanigrad (bulg. Звъниград), die von den Osmanen zerstört worden war – westlich des heutigen Kalifer.
Swanigrad, von dem es heute keine Spuren mehr gibt, lag zwischen Strascha und dem Kloster von Kalofer, am Ufer eines kleinen Flusses, der Swanuschka hieß; westlich des Tales des Flusses Bjala reka, die Stelle wird heute Poleto genannt (bulg. местност Полето). Nach dem Einfall der Osmanen (Ende des 14., Anfang des 15. Jahrhunderts), wurde Swanigrad zerstört.
Nach Jahren des Kampfes war Kalifer bereit, sich den Osmanen zu beugen und suchte eine Verständigung mit ihnen. Da die Osmanen dieser Überfälle nicht Herr werden konnten, war Sultan Murad III. (1546–1595) gezwungen, ihnen entgegenzukommen. Der Erlass des Sultans (Ferman) bot ihnen an, sich in der Region anzusiedeln, unter der Bedingung, dass sie die Überfälle einstellten und den Strascha-Pass (bulg. проход "Стражата") sowie den Weg Rusalska pateka (bulg. Русалска пътека) für die Osmanen bewachten, ihnen also als Derwendschi dienten, was ihnen auch die Befreiung von der Steuer brachte. Kalifer nahm das Angebot an und handelte aus, dass ihm zusätzlich zur Siedlung noch ein Gebiet überlassen wird, das er in zwei Tagen zu Pferd umrunden kann. Als List ließ er von seinen Leuten entlang der Strecke ausgeruhte Pferde postieren, die er bei seinem Gewaltritt mehrmals wechselte und so ein sehr großes Gebiet für seine neue Siedlung abstecken konnte. So wurde hier Mitte des 16. Jahrhunderts, in einem Waldgebiet, die Stadt Kalofer gegründet, mit einer sehr großen umgebenden Fläche, die auch heute noch zur Stadt gehört. Weiter erzählt die Legende, dass die Heiducken, da sie keine Frauen hatten, diese aus der benachbarten Stadt Sopot raubten.
Die Privilegien, die die Siedlung schon bei ihrer Gründung erhalten hatte, förderten die Erhaltung ihres rein bulgarischen Charakters. Die traditionellen bulgarischen Feste wurden hier immer gefeiert. Die Osmanen nannten die Siedlung Usun Uluk ("langes Flussbett"; kyrillisch: Узун Улук).
In den Jahrhunderten nach seiner Gründung wuchs Kalofer zu einem kulturellen und wirtschaftlichen Zentrum und wurde als das „Goldene Kalofer“ bezeichnet (türk. Altan Kalofer).
1799 und 1804 wurde die Stadt von sogenannten Kardschalis (türk. kırcaliler, bulgarisch Кърджалии kǎrdžalii) – marodierenden Banden – überfallen und niedergebrannt, danach aber schnell wieder aufgebaut.
Kalofer erreichte in der ersten Hälfte des 19. Jahrhunderts seine Blütezeit und wurde ein Zentrum der Bulgarischen Wiedergeburt, eine Periode der nationalen Rückbesinnung und Aufklärung. Zu dieser Zeit gab es 1200 Handwerker in der Stadt und Händler aus Kalofer waren überregional und international tätig. Im Zuge des Russisch-Türkischen Krieges (1828–1829) emigrierte ein Teil der Bevölkerung nach Bessarabien und ins russische Odessa aus Angst vor erneuten Übergriffen der Kardschalis. Dennoch erlangten Händlerfamilien wie die Toschkows, Mutews oder Slatowitschs relativen Reichtum und unterstützten die Aufklärungsbewegung. So entstand hier in dieser Periode eine der ersten bulgarischen Klosterschulen. Als dessen Leiter Neofit Bosweli 1839 nach Konstantinopel ging, um sich dem Kirchenkampf anzuschließen, übernahm mit Botjo Petkow ein Stipendiat der Kaufmannschaft von Kalofer und Absolvent des Priesterseminars von Odessa die Schule. 1848 eröffnete Petkow nach dem Vorbild des Aprilow-Gymnasiums eine weltliche Schule, die später als Männer Klassenschule (bulgarisch Мъжко класно училище) bekannt wurde. In der Schule von Kalofer genossen einige Aktivisten der Wiedergeburt ihre Ausbildung, wie der Sohn von Petkow, Christo Botew, der Revolutionär Wassil Lewski, der Kirchenoberhaupt Josef I., oder der Schriftsteller Iwan Wasow.
Während des Russisch-Osmanischen Krieges (1877–1878) ereilte Kalofer das gleiche Schicksal wie die Nachbarorte Karlowo und Sopot, es wurde von den Baschi Bosuks (irregulären osmanischen Truppen) niedergebrannt und ausgeplündert, so dass heute fast nichts mehr aus der Zeit vor 1877 in Kalofer erhalten ist.
Die Stadt ist Namensgeber für den Kalofer Peak, einen Berg auf der Livingston-Insel in der Antarktis.

## Sehenswürdigkeiten
Heute ist Kalofer auch wegen seiner vielen Kirchen und Klöster bekannt und wegen der erhalten gebliebenen alten bulgarischen Handwerkskünste. Hier gibt es immer noch Holzschnitzer, Weber Töpfer, Kupfertreiber und Böttcher. Die Stadt ist besonders für die traditionellen Teppiche und die einmaligen Spitze aus Kalofer bekannt.
Das Männerkloster wurde 1640 erbaut und das Frauenkloster 1700 (Sw. Roschdestwo Bogoroditschno; bulg. Св. Рождество Богородично). Beide Klöster sind mehrmals niedergebrannt. Sie stehen heute für Besucher offen. In der Stadt stehen die Kirchen Sw. Bogorodiza (Св. Богородица) und Sw. Atanas (bulg. "Св. Атанас") aus der Zeit der bulgarischen Wiedergeburt.
In der Stadt gibt es drei Museen: das Christo-Botew-Museum, das Museum mit einer der ersten bulgarischen Schulen und das Geschichtsmuseum der Stadt.
Donnerstag ist Markttag. Eine Fabrik zur Destillation von Rosenöl steht ebenfalls in Kalofer.
Kalofer zählt zu den 100 nationalen touristischen Objekten Bulgariens. Der Stempel dazu befindet sich im Christo-Botew-Museum.

## Persönlichkeiten
- Christo Botew (1848–1876), bulgarischer Revolutionär und Dichter
- Anastasija Dimitrowa (1815–1894), die erste bulgarische weltliche Lehrerin
- Georgi Fingow (1874–1944), bulgarischer Architekt
- Exarch Josef I. (1840–1915), Oberhaupt der bulgarisch-orthodoxen Kirche
- Stefan Kantschew (1915–2001), bulgarischer Graphiker
- Wasil Lewski (1837–1873), bulgarischer Revolutionär und Ideologe, ging hier zu Schule
- Kiro Maritschkow (1875–1922), bulgarischer Architekt
- Dimitar Mutew (1818–1864), Doktor der Physik, Pädagoge und Übersetzer
- Elena Mutewa (1825–1854), die erste bulgarische Dichterin
- Georgi Stranski (1847–1904), bulgarischer Politiker und Außenminister
- Dimitar Stojanow Tontschew (1859–1937), bulgarischer Jurist und Politiker